# Reformierte Kirche Brunnadern

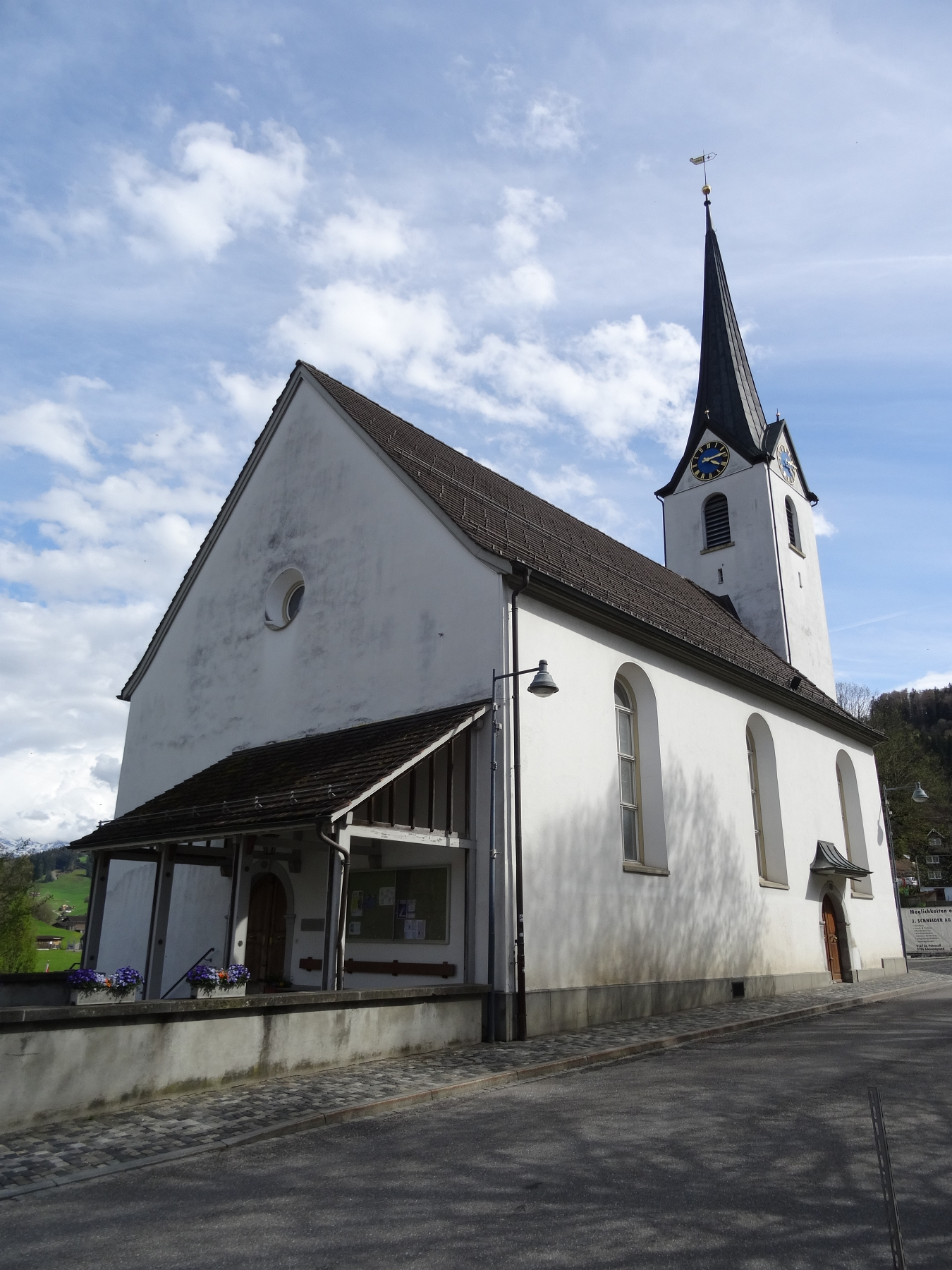
Kirche Brunnadern

Die reformierte Kirche Brunnadern ist eine barocke Landkirche des Baumeisters Johann Ulrich Grubenmann in Brunnadern SG (Gemeinde Neckertal). Seit 1964 steht die Kirche unter eidgenössischem Denkmalschutz.

## Baugeschichte

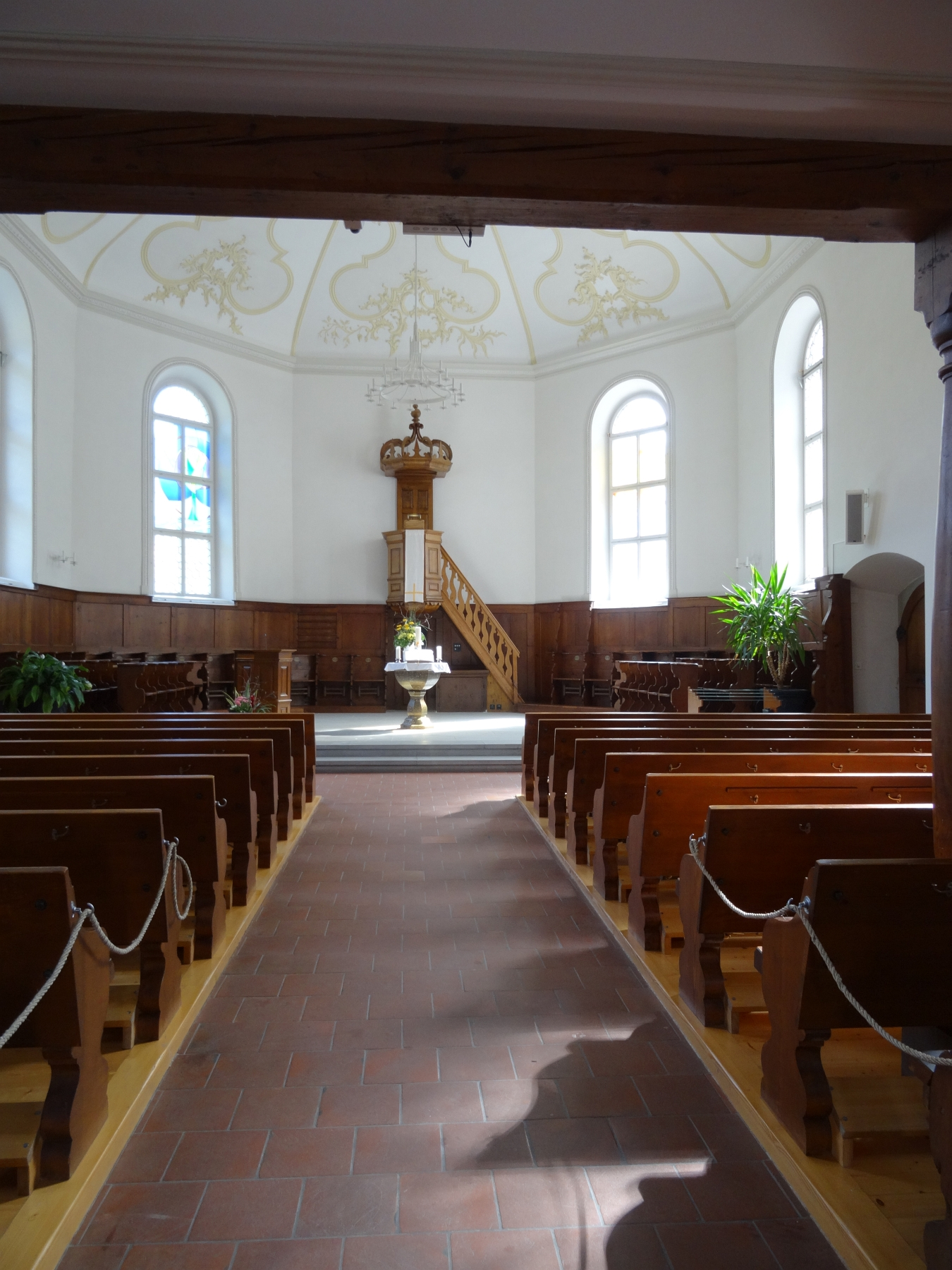
Blick zur Kanzel

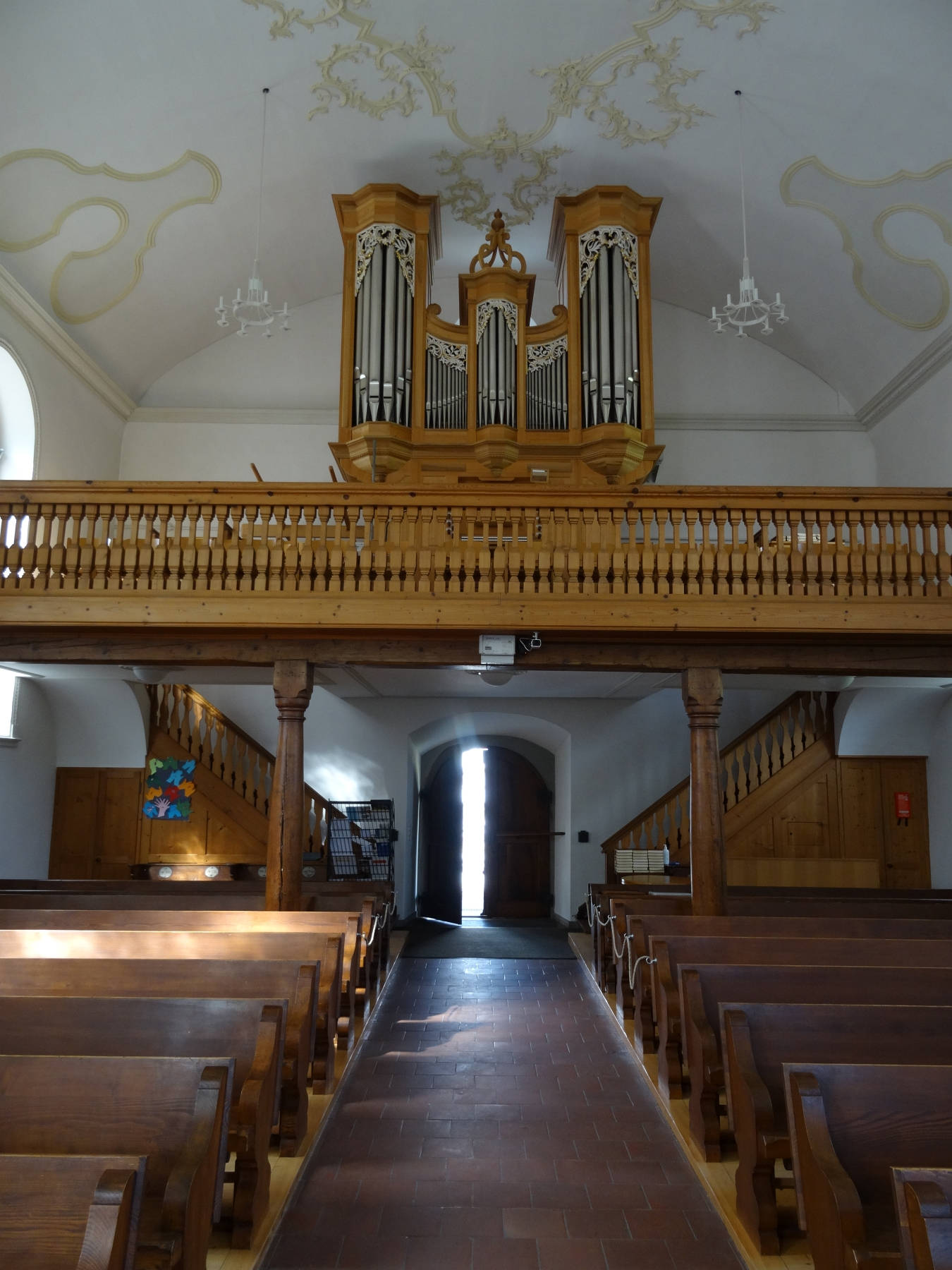
Blick zur Empore

Die Kirchgemeinde Brunnadern wurde 1763 unabhängig. Im gleichen Jahr wurde der Teufener Baumeister Johann Ulrich Grubenmann beauftragt, eine Kirche zu entwerfen. Der Bau wurde durch Josef Nie und Jakob Messmer ausgeführt. Am 7. Juni 1763 wurde der Grundstein gelegt, und schon am 15. Januar 1764 konnte die Kirche eingeweiht werden.
Die kleine Saalkirche verfügt über einen dreiseitigen Abschluss, an den der Turm angefügt ist. Die dadurch fensterlose Chorwand wurde mit einer Kanzel versehen. Die zentrale Position der Kanzel mit vorgelagertem Taufstein kommt dem reformierten Idealkonzept des Predigtsaals nahe und nimmt damit Grubenmanns Hauptwerk, die Querkirche von Wädenswil, vorweg. Die Kirche wird durch hohe Rundbogenfenster erhellt. Bemerkenswert ist die Dachkonstruktion, die der Brückenbaumeister Grubenmann, wie bei seinen weiteren Kirchenbauten, in Form eines Hängewerks mit zwei Längsbindern, hier zusätzlich mit einem stabilisierenden Firstträger, ausgeführt hat.

## Ausstattung
Die Rokoko-Stuckaturen von Johann Georg Graf stammen aus der Bauzeit der Kirche. Die Empore ist im Louis-XVI-Stil gehalten. Die Kirche hat 240 Sitzplätze.
Auf der Empore befindet sich die Orgel, die 1993 von der Manufaktur Orgelbau Felsberg gebaut wurde. Sie verfügt über 16 klingende Register auf zwei Manualen und Pedal. Das Vorgängerinstrument von 1930 der Orgelbau Kuhn aus Männedorf hatte 12 Register und einen sehr nüchternen, wenig zum Stil der Kirche passenden Orgelprospekt.
Im 32,6 Meter hohen Turm hängen vier Kirchenglocken, die 1822 von der Glockengiesserei Rosenlächer gegossen worden waren.
- Glocke 1 klingt mit dem Schlagton e' und trägt die Inschrift: Sterbet ihr im Herrn so sinkt die Hülle einst in Ruhe.
- Glocke 2 klingt mit dem Schlagton gis' und trägt die Inschrift: Zum Abendbrot zur Sabbathstille den Tempel ruft die Glock euch zu.
- Glocke 3 klingt mit dem Schlagton h' und trägt die Inschrift: Wer Gott von Herzen liebt und ehrt folgt freudig wenn er sie hört.
- Glocke 4 klingt mit dem Schlagton e″ und trägt die Inschrift: Zum Gottesdienst und Lobgesang ruft der Glocken Stimm lauter Klang.